# Raziskava o zdravju, procesu staranja in upokojevanja v Evropi
Raziskava o zdravju, procesu staranja in upokojevanja v Evropi (SHARE) je interdisciplinarna mednarodna baza mikropodatkov o zdravju], socio-ekonomskem položaju, socialnih in družinskih omrežjih več kot 55.000 posameznikov starejših od 50 let, iz 20 Evropskih držav. Raziskava je nastala s podporo Evropske komisije in je bila uvrščena med ključne evropske raziskave. Gre za panelno raziskavo, kar pomeni, da se procesi staranje pri ljudeh spremljajo skozi daljše časovno obdobje. Prvi val raziskave je potekal leta 2004 in zadnji je predviden za leto 2024. Anketiranje je terensko, osebno in poteka s pomočjo osebnega računalnika. Zbrani podatki so znanstvenikom na voljo brezplačno. 

## O raziskavi SHARE
Delež starejših ljudi v celotni populaciji je v Evropi višji, kot kjer koli drugje na svetu in fenomen staranja prebivalstva, se bo nadaljeval tudi v 21. stoletju. Raziskava o zdravju, procesu staranja in upokojevanja v Evropi (SHARE) se je začela leta 2004 in je prva raziskava, ki proučuje, kako starejši od 50 let, v dvajsetih evropskih državah, od Skandinavije do Mediterana in v Izraelu, živijo.
Raziskava SHARE je rezultat poziva Evropske komisije k »sodelovanju evropskih držav pri vzpostavitvi evropske raziskave o staranju«. Leta 2008 je bila kot ena ključnih evropskih raziskav, izbrana v Evropski strateški forum za raziskovalne infrastrukture (ESFRI). Slovenija je leta 2011 sprejela »Načrt razvoja raziskovalnih infrastruktur 2011- 2020« (SISFRI) in se tem pridružila velikim evropskim raziskovalnim infrastrukturam, združenim v ESFRI forumu. Glavni koordinator raziskave SHARE je dr. Axel Börch – Supan, Munich Center for the Economics of Aging (MEA), Max-Planck-Institute for Social Law and Social Policy (Müncehenski center za ekonomiko staranja na Max-Planck Inštitutu za socialno pravo in socialno politiko).
Raziskava SHARE je harmonizirana z ameriško raziskavo o zdravju in upokojevanju "U.S. Health and Retirement Study"" (HRS), z angleško longitudinalno raziskavo staranja "English Longitudinal Study of Ageing Arhivirano 2012-09-24 na Wayback Machine." (ELSA) in je že postala zgled za razvoj številnih drugih raziskav o staranju povsod po svetu. Ključna znanstvena moč raziskave SHARE temelji na panelnem pristopu, s katerim lahko zajamemo dinamiko procesa staranja. Interdisciplinarni pristop omogoča vpogled v celotno sliko procesov staranja. Strogo določeni znanstveni postopki zagotavljajo mednarodno primerljive raziskovalne rezultate.

## Povzetek rezultatov

### Ekonomska situacija, dohodki, upokojitev
Analize podatkov SHARE kažejo na velike dohodkovne razlike po Evropi. Države na vzhodu (Poljska in Češka) in jugu Evrope (Grčija, Italija, Španija in Izrael) imajo najnižje dohodke, saj kar 50 % anketirancev navaja, da težko shajajo iz meseca v mesec. S svojimi dohodki so bolj zadovoljni v Švici, na Danskem, Nizozemskem in Švedskem, kjer manj kot 20 % vprašanih poroča o finančnih težavah pri prebijanju skozi mesec.
Veliko razlike po Evropi se kažejo tudi v zaposlitvenih in upokojitvenih vzorcih. Delež delovno aktivnih, ki menijo, da niso ustrezno poplačani za vloženi trud v delo, je zlasti visok na Poljskem in v Grčiji. Temu ustrezno je višji tudi delež predčasnih upokojitev v omenjenih dveh državah. Na drugi strani je kakovost dela, v smislu ustreznega plačila za vloženi trud, nadpovprečna v Skandinavskih državah, na primer na Nizozemskem ali v Švici, kjer tudi je tudi delež zgodnjih upokojitev nižji.

### Družinsko omrežje
Dostopnost družinske podpore je v veliki meri odvisna od prostorske bližine in pogostosti stikov. Podatki raziskave SHARE sicer potrjujejo obstoj regionalnih značilnosti družinskih vezi, ponekod so te močnejše, drugod bolj šibke, a za vse države in starostne skupine velja naslednje: 85 % staršev ima vsaj enega otroka, ki živi manj kot 25 km stran. Še več, delež staršev, ki so s svojimi otroki v stiku manj kot enkrat na teden, je nizek (7 %), kar velja na severu (Švedska), kot tudi na jugu Evrope (Španija). Podatki torej kažejo, da ni dokazov, ki bi potrdili strah pred "upadanjem" pomembnosti vloge družine oz. trdnosti vezi starš-otrok, v starajoči se Evropi na začetku 21. stoletja.

### Zdravje
SHARE podatki razkrivajo močno povezanost med izobrazbo in zdravjem starejših, kar velja na individualni (višje izobraženi posamezniki so bolj zdravi) in na nacionalni ravni. Primerjava povprečne stopnje izobrazbe in zdravstvenega stanja po evropskih državah pokaže, da še zlasti na vzhodu in jugu Evrope obstaja povezanost med nižjo stopnjo izobrazbe in slabšim zdravjem. Nasprotno pa v državah na severu Evrope in Švici velja, da so starejši v povprečju višje izobraženi in boljšega zdravja. 

## Zbiranje podatkov
Med letoma 2004 in 2012 so bili izpeljani štirje valovi raziskave starejših od 50 let po Evropi. Zbiranje podatkov financirajo: Evropska komisija v 5. 6. in 7.  Okvirnem programu , Ameriški nacionalni inštitut za staranje (US National Institute on Aging, and national sources), Nemško zvezno ministrstvo za izobraževanje in raziskave (German Federal Ministry of Education and Research  Arhivirano 2014-08-21 na Wayback Machine.) in vlade sodelujočih držav (v Sloveniji je to Ministrstvo za izobraževanje, znanost, kulturo in šport). Zadnji val (4. val) je potekal med letoma 2010 in 2011. Prihodnji valovi so načrtovani na vsake dve leti, do leta 2024.

### Prvi val (2004)
V prvem valu raziskave SHARE, ki je potekal leta 2004, je sodelovalo 11 držav, ki so skupaj predstavljale različne evropske regije, od Skandinavije (Danska in Švedska), srednje Evrope (Avstrija, Francija, Nemčija, Švica, Belgija in Nizozemska) do Mediterana (Španija, Italija in Grčija). Kasneje se je kot prva država z bližnjega vzhoda sistematičnega proučevanja starajočega se prebivalstva lotil še Izrael in se pridružil raziskavi SHARE. Vprašalnik je sestavljalo 20 sklopov vprašanj o zdravju, socio-ekonomskem položaju in socialnih omrežjih. Zbiranje podatkov je potekalo s terenskim, osebnim anketiranjem (face-to-face) in sicer s pomočjo osebnih računalnikov (CAPI - computer-aided personal interviews), anketiranci pa so sami dodatno izpolnjevali še vprašalnik na papirju (PAPI - paper and pencil questionnaire).

### Drugi val (2006-2007)
Raziskavi so se pridružile nove članice Evropske skupnosti, Češka in Poljska, a tudi Irska, ki je sicer drugi val raziskave izvedla med letoma 2006 in 2007. SHARE vprašalnik za drugi val Arhivirano 2015-09-24 na Wayback Machine. raziskave je zajemal 22 sklopov vprašanj. Za anketirance, ki so v času med obema valoma raziskave umrli, je bil dodan »Zaključni intervju« (End-of-life interview). Izrael je drugi val raziskave izvedel med letoma 2009 in 2010.

### Tretji val / SHARELIFE (2008-2009)
SHARELIFE, 3. val raziskave SHARE, je bil namenjen retrospektivi življenja anketirancev, preteklih dogodkov v njihovem celotnem življenju. V tem valu raziskave je sodelovalo skoraj 30,000 moških in žensk iz 13 evropskih držav. SHARELIFE povezuje mikropodatke o posameznikih skozi njihovo celotno življenjsko retrospektivo z institucionalnimi makropodatki države blaginje. S tem omogoča oceno učinkov delovanja socialnih politik na življenja posameznikov. Institucionalne spremembe, ki vplivajo na odločitve posameznikov in so za oceno učinkov socialnih politik po evropskih državah najbolj zanimive. Vprašalnik SHARELIFE Arhivirano 2012-07-07 na Wayback Machine. vsebuje vsa pomembne vidike življenja posameznikov, od partnerjev in otrok, do bivanjskih razmer, zgodovine delovne aktivnosti, zdravstvenega stanja in zdravstvene oskrbe. S tem pa je SHARE pravzaprav idealna interdisciplinarna zbirka podatkov za raziskave na področju sociologije, ekonomije, gerontologije in demografije.

### Četrti val (2010-2011)
Leta 2010 so se raziskavi SHARE pridružile štiri nove države: Estonija, Madžarska, Poljska in tudi Slovenija. Za ostale države je bil to že tretji redni panelni val raziskave in je sledil raziskavi SHARELIFE, vprašalniku o retrospektivi življenj anketirancev. V Nemčiji so izvedli še tri dodatne znanstvene metodološke projekte: nov sklop bio-markerjev (jemanje vzorcev krvi, merjenje obsega pasu in krvnega pritiska), povezovanje podatkov z nemško pokojninsko bazo in raziskavo ne-odgovorov. Zbrani podatki bodo v znanstvene namene prvič na voljo novembra 2012, v ključno z novim sklopom socialnih omrežij Arhivirano 2015-09-24 na Wayback Machine., ki temelji na generatorju imen.

#### Povezani metodološki projekti

##### Biomarkerji
Biomarkerji se zbirajo že od 1. vala raziskave SHARE. Vključujejo meritev hitrosti prehojene razdalje poti, moč izdiha, vstajanje s stola brez pomoči rok in moč stiska rok. V podvzorcu 4. vala zbiranja podatkov v Nemčiji so bili preizkušeni novi biomarkerji, kot so telesna višina (dodatno ob tem, da jo navedejo tudi respondenti sami), obseg pasu in krvni pritisk. Nemčija je v 4. valu raziskava SHARE dodatno izvedla še poskusno zbirajo vzorcec krvi (dried blood spot samples - DBS), in sicer za laboratorijsko analizo holesterola (HbA1c) in C-reaktivnega proteina (CRP). Rezultati laboratorijskih analiz bodo povezani s SHARE podatki. Na podlagi nemških izkušenj bo analiza vzorcev krvi v naslednjih valovih raziskave potekala v vseh sodelujočih državah.

##### Povezovanje z administrativnimi bazami podatkov
Odgovori respondentov so včasih ne-točni ali ne-popolni, a na voljo imamo tudi administrativne podatke (register prebivalcev, pokojninska baza, davčni podatki), ki predstavljajo idealen primer baze podatkov – so natančni in točni. Povezovanje administrativnih podatkov z anketnimi ima številne prednosti, na primer poveča zanesljivost zbranih podatkov, izboljša pojasnjevalno moč podatkov in razberemeni respondenta. Cilj projekta je povezava podatkov nemških respondentov raziskave SHARE z njihovimi administrativnimi podatki v Nemškem pokojninskem sistemu German Pension Fund (DRV). Podatki se povežejo neposredno, torej za vsakega posameznika, ki to izrecno dovoli, se uporabi osebna številka socialnega zavarovanja.

##### Ne-odgovori
V zadnjih desetletjih povsod po Evropi opažamo upad sodelovanja v raziskavah, kar lahko vpliva na zanesljivost zbranih podatkov, saj razlogi za ne-sodelovanje niso nujno naključni. Za sodelovanje ali ne-sodelovanje v raziskavah se lahko odločajo specifične skupine ljudi, v raziskavah pa moramo zajeti celotno populacijo, če želimo dobiti zanesljive rezultate.
Raziskava ne-odgovorov se analize loteva z dveh vidikov. Najprej je v Nemčiji potekal poskus, kako na pripravljenost posameznikov za sodelovanje in s tem na splošno stopnjo odgovorov v raziskavi, vpliva finančno darilo, ki ga respondent prejme brez obveznosti sodelovanja. Ob tem je skupina anketarjev imela tudi dodaten dan izobraževanja na polovici trajanja terenskega dela, da bi dodatno preizkusili še učinek izobraževanja anketarjev na stopnje odgovorov. Nato bo opravljena posebna študija ne-odgovorov, ki bo poskusila izmeriti mogočo pristranskost zbranih podatkov zaradi ne-odgovorov.

## Sestrske raziskave in povezani projekti
Podobne raziskave, namenjene raziskovanju staranja prebivalstva, pokojnin, upokojevanja, procesov staranja potekajo po celem svetu in cilj vseh je, uporaba primerljivih indikatorjev, da bi zbrane podatke tudi mednarodno primerljali. Raziskave, ki sledijo modelu SHARE, so na primer: "The Irish Longitudinal Study on Ageing” (TILDA), "The Longitudinal Aging Study in India” (LASI) Arhivirano 2012-09-28 na Wayback Machine., "The Japanese Study of Aging and Retirement” (JSTAR), "SHARE Israel", “The Korean Longitudinal Study of Aging” (KLoSA) Arhivirano 2012-04-20 na Wayback Machine., "The Chinese Health and Retirement Longitudinal Study" Arhivirano 2010-09-15 na Wayback Machine. (CHARLS) in "Mexican Health and Aging Study" (MHAS).
Za več podrobnosti si oglejte SHARE brošuro Arhivirano 2012-10-15 na Wayback Machine. (brošura je v angleškem jeziku).